# ادوار نیرمان
ادوار نیرمان (فرانسوی: Édouard Niermans‎؛ زادهٔ ۱۰ نوامبر ۱۹۴۳) یک هنرپیشه، کارگردان، و فیلم‌نامه‌نویس اهل فرانسه است.
وی کارگردان فیلم‌هایی همچون بازگشت کازانووا بوده است.

## پیوند به بیورن
- ادوار نیرمان در بانک اطلاعات اینترنتی فیلم‌ها (IMDb)